# Danh sách chi của Noctuidae:S
Noctuidae là một họ bướm đêm lớn gồm rất nhiều chi:
A B C D E F G H I J K L M N O P Q R S T U V W X Y Z
| - Saalmuellerana - Saaluncifera - Sablia - Sacadodes - Saccharophagos - Sadarsa - Safia - Safidia - Saigonita - Sajania - Salia - Saltia - Sanacea - Sanctflorentia - Sandava - Santiaxis - Sanys - Sapporia - Saraca - Saragossa - Sarbanissa - Sarbissa - Sarcopolia - Sarcopteron - Sarmatia - Saroba - Sarobela - Sarobides - Saroptila - Sarothroceras - Sartha - Sarthida - Sarunga - Saserna - Sasunaga - Satrapodes - Savara - Savoca - Scambina - Scedopla - Scelescepon - Schachowskoya - Schalidomitra - Schalifrontia - Schausia - Schausilla - Schawagrotis - Schazama - Schinia - Schiraces - Schistorhynx - Schoyenia - Schrankia - Sciatta - Sciomesa - Scioptila - Sclereuxoa | - Sclerogenia - Scodionyx - Scoedisa - Scolecocampa - Scoliopteryx - Scopariopsis - Scopelopus - Scopifera - Scotia - Scotocampa - Scotochrosta - Scotogramma - Scotostena - Scriptania - Scriptoplusia - Scrobigera - Sculptifrontia - Scutirodes - Scythobrya - Scythocentropus - Sedina - Segetia - Seirocastnia - Selambina - Selenisa - Selenistis - Selenoperas - Selicanis - Semiophora - Semiothisops - Seneratia - Senta - Septis - Sergiusia - Seria - Sericaglaea - Sericia - Serpmyxis - Serrodes - Serryvania - Sesamia - Setagrotis - Setida - Seudyra - Sexserrata - Shapis - Shensiplusia - Shiraia - Siavana - Siccyna - Sidemia - Sideridis - Sigela - Sigmuncus - Silacida - Silda - Sillignea | - Simplicala - Simplicia - Simplitype - Simyra - Sinarella - Sinariola - Sineugraphe - Singara - Sinipolia - Sinocharis - Sinognorisma - Sinosia - Sinotibetana - Sinupistis - Sipatosia - Sirioba - Sisputa - Sisyrhypena - Sitophora - Smicroloba - Smyra - Solgaitiana - Soloe - Soloella - Somalibrya - Sophaga - Sophta - Sorygaza - Sosxetra - Sotigena - Spaelotis - Spargaloma - Sparkia - Spartiniphaga - Spectronissa - Spectrophysa - Speia - Speiredonia - Speocropia - Spersara - Sphetta - Sphida - Sphingomorpha - Sphragifera - Spilobotys - Spiloloma - Spinagrotis - Spinipalpa - Spirama - Spiramater - Spodoptera - Spragueia - Spudaea - Squamipalpis - Stadna - Staga - Standfussiana | - Standfussrhyacia - Staurophora - Stauropides - Steganiodes - Steiria - Stellagyris - Stellidia - Stemmaphora - Stemonoceras - Stenagrotis - Stenbergmania - Stenhypena - Stenocarsia - Stenocodia - Stenocryptis - Stenodrina - Stenoecia - Stenograpta - Stenoloba - Stenopaltis - Stenopis - Stenoprora - Stenopterygia - Stenorache - Stenosomides - Stenosticta - Stenostigma - Stenostygia - Stenoxia - Stenozethes - Stibadium - Stibaena - Stibaera - Stictigramma - Stictoptera - Stigmoplusia - Stilbia - Stilbina - Stilbotis - Stimmia - Stiria - Stiriodes - Stomafrontia - Stonychota - Storthoptera - Strabea - Strathocles - Strepselydna - Strepsimanes - Stretchia - Striagrotis - Striaptera - Stridova - Strigania - Strigina - Strigiphlebia | - Strongylosia - Stygiathetis - Stygiodrina - Stygionyx - Stygiostola - Stylopoda - Stylorache - Subacronicta - Subanua - Subleuconycta - Subnoctua - Subsimplicia - Subthalpa - Sudariophora - Sugia - Sugitania - Suma - Sundwarda - Sunira - Supersypnoides - Supralathosea - Sutyna - Swinhoea - Syagrana - Sydiva - Syfania - Syfanoidea - Syllectra - Symmolpis - Sympis - Sympistis - Sympistoides - Symplusia - Synalamis - Synalissa - Synanomogyna - Syncalama - Synclerostola - Synedoida - Syngatha - Syngrapha - Synolulis - Synomera - Synorthodes - Synthaca - Syntheta - Synthymia - Synvaleria - Synyrias - Sypna - Sypnoides - Syrnia - Syrrusis - Syrrusoides - Systaticospora - Systremma |